# S.H.I.E.L.D. (серия комиксов, 2014)
S.H.I.E.L.D. (с англ. — «Щ.И.Т.») — серия комиксов, которую издавала компания Marvel Comics в 2014—2016 годах. Сценарий написал Марк Уэйд. Комиксы основаны на телесериале «Агенты „Щ.И.Т.“» и использовались для введения многих персонажей из шоу в мир комиксов.

## Синопсис
Каждый отдельный выпуск в основном представляет собой разовую историю с некоторыми связями между ними.

## Выпуски
| №   | Название                                                       | Выход         | Рейтинг на Comic Book Round Up | Предполагаемый объём продаж (первый месяц) |
| #1  | Active Mission: Perfect Bullets                                | февраль 2015  | 7.5 на основе 27 рецензий      | 94 503                                     |
| #2  | Active Mission: The Animator                                   | март 2015     | 7.2 на основе 13 рецензий      | 33,965                                     |
| #3  | Active Mission: Home Invasion                                  | апрель 2015   | 6.7 на основе 7 рецензий       | 29,790                                     |
| #4  | Active Mission: Fuel                                           | июнь 2015     | 8.2 на основе 4 рецензий       | 26,930                                     |
| #5  | Active Mission: Magic Bullets                                  | июнь 2015     | 8.1 на основе 4 рецензий       | 26,614                                     |
| #6  | Active Mission: Dark Dimensions                                | июль 2015     | 9.0 на основе 2 рецензий       | —                                          |
| #7  | Active Mission: The Strange Case of Daisy Johnson and Mr. Hyde | август 2015   | 8.4 на основе 2 рецензий       | —                                          |
| #8  | Active Mission: No Angel                                       | сентябрь 2015 | 7.8 на основе 3 рецензий       | —                                          |
| #9  | Active Mission: The Man Called D.E.A.T.H.                      | октябрь 2015  | 7.6 на основе 3 рецензий       | —                                          |
| #10 | Active Mission: The Duck Called H.O.W.A.R.D.                   | ноябрь 2015   | 8.3 на основе 5 рецензий       | —                                          |
| #11 | Active Mission: Fortune’s Favor                                | декабрь 2015  | 8.2 на основе 2 рецензий       | —                                          |
| #12 | Active Mission: Kingslayer                                     | январь 2016   | —                              | —                                          |

### Коллекционные издания
| Название                  | Собранный материал | Кол-во страниц | Дата выхода    | ISBN              |
| ------------------------- | ------------------ | -------------- | -------------- | ----------------- |
| Perfect Bullets           | S.H.I.E.L.D. #1-6  | 136            | 1 июля 2015    | 978-0-7851-9362-3 |
| The Man Called D.E.A.T.H. | S.H.I.E.L.D. #7-12 | 160            | 27 января 2016 | 978-0-7851-9363-0 |

## Отзывы
На сайте Comic Book Round Up серия комиксов имеет оценку 7,9 из 10 на основе 72 рецензий. Джесс Шедин из IGN поставил первому выпуску оценку 7,6 из 10 и написал, что «последняя попытка Marvel создать комикс о „Щ.И.Т.е“ может не очень понравиться тем, кто жаждет возрождения старой школы Nick Fury, Agent of S.H.I.E.L.D., но этот первый выпуск отлично справляется с рисованием элементов из телесериала и их слиянием с традиционной вселенной Marvel». Миган Дамор из Comic Book Resources посчитал, что целью первого выпуска является удивить читателя, но отметил, что он не дотягивает до этого.